# أتسشي أونو
أتسشي أونو (斧アツシ أونو أتسشي) هو ممثل ياباني ولد في 9 سبتمبر 1961م في يوكوهاما، كاناغاوا.

## أدواره في الأنمي

### مسلسلات أنمي تلفزيونية
- بليتش - غيريكو كوتسوزاوا
- أسطول الزجاج - إيكاردو
- أوكامي-سان ورفاقها السبعة - رانبو أراراغي
- سول إيتر - بوتاتاكي جو
- ناروتو شيبودن - جوزو، غاماكين
- بن تو - كينجي داندو
- زعيم الشر في المقعد الأخير - يوزو هاتوري
- شاكوغان نو شانا - أورغون
- غوين ساغا - سايدن
- حفيد نوراريهيون - تياراي أوني
- بلاسريتر - فيكتور
- فريزينغ - غنغو أوي
- فريزينغ فايبريشن - غنغو أوي
- بيرسونا 4 ذي أنيميشن - المدير
- Angel Beats! - نائب المدير
- كانان - كينجي أوساوا
- كوينز بليد: المحاربة المتجولة - الكونت فانس
- كوينز بليد: وريثة العرش - الكونت فانس
- باكوجان - تايغيرا
- كود:بريكر - نيتّا
- كابتن إيرث - مستر باو
- تيلز أوف ذي أبيس - غولدبرغ
- باراكامون - إيواو يامامورا
- التلميذ المتخلف في ثانوية السحر - تشين شانغشين
- هل من الخطأ أن أسعى وراء الفتيات في متاهة؟ - جد بيل كرانيل
- بطولات أرسلان - مونفيرات
- البدلة المتنقلة جاندام: أيتام الدم الحديدي - نادي يوكينوجو كاسابا
- غيت: قوات الدفاع الذاتي تقاتل في أرض غريبة - مولت سول أوغستس
- بونغو ستراي دوغز - ريوسو هيروتسو
- إعادة تجسيدي في هيئة هلام - كايجين

## أدواره في الدبلجة اليابانية
- أسعد فتاة في العالم - بو
- روما - كاستور

## وصلات خارجية
- أتسشي أونو على موقع IMDb (الإنجليزية)
- أتسشي أونو على موقع قاعدة بيانات الفيلم (الإنجليزية)